# Aljava

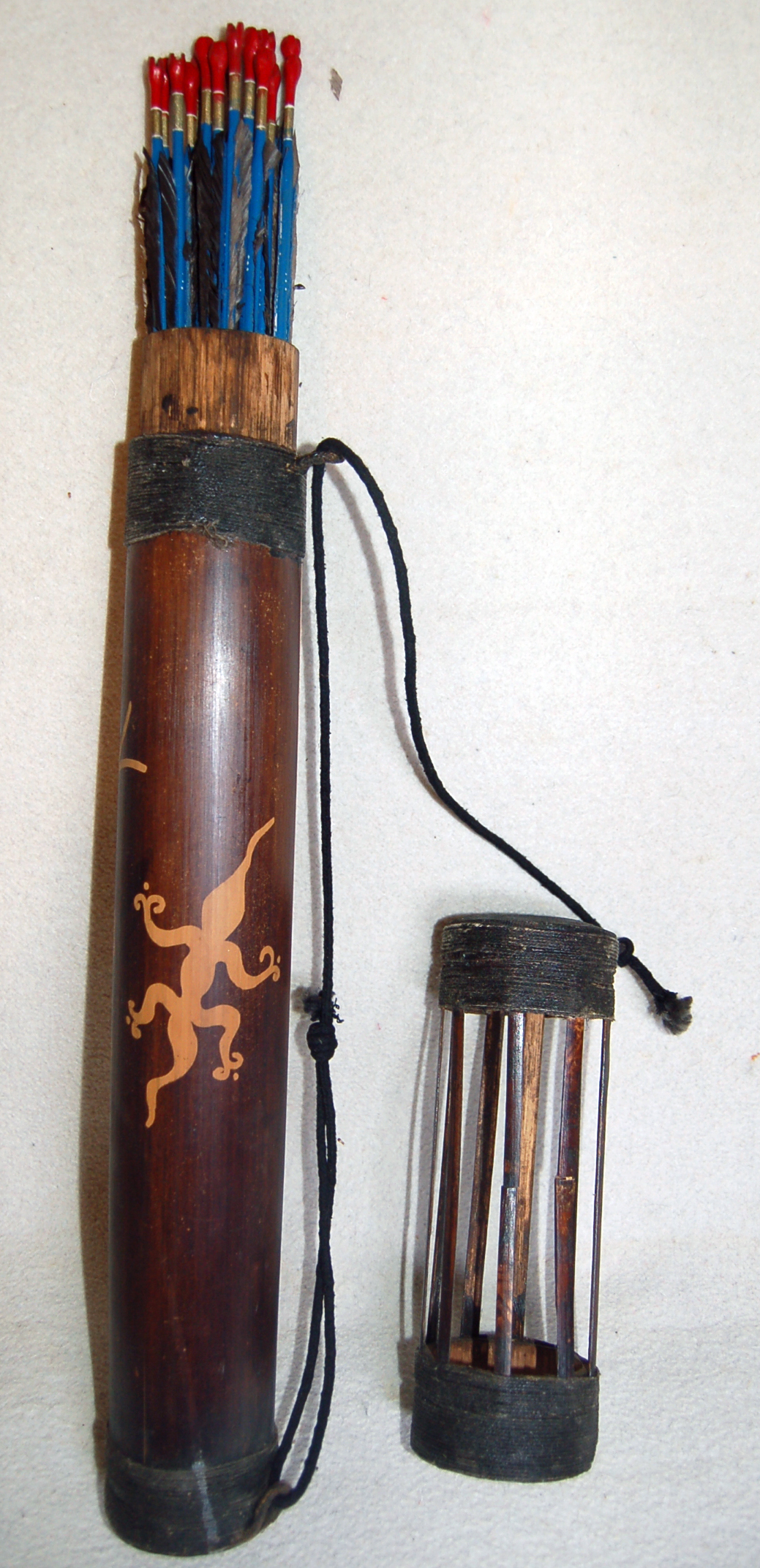
Uma aljava

Aljava (nome de origem árabe, originalmente usado para designar uma saca em que se levava cereais) é um equipamento, espécie de coldre ou estojo, usado para carregar as flechas e os virotes usadas pelos arqueiros e besteiros desde a mais remota Antiguidade.

## Uso e importância
A aljava permite o transporte de grande quantidade de flechas, além de possibilitar ao arqueiro municiar-se com rapidez e facilidade. Como uma mochila atual, possui uma correia ou cinta com a qual é pendurada ao lado ou nas costas.
As flechas são dispostas com a seta voltada para baixo, no interior do coldre, a fim de evitar acidentes.
O uso nas costas da aljava era o preferido na infantaria e na cavalaria antiga, e modernamente para os praticantes das modalidades desportivas de tiro rápido - em razão de permitir uma maior agilidade dos movimentos e fácil acesso às flechas; já as modalidades de precisão trazem-na ao lado, à altura da cintura, modo mais cômodo para sacar das flechas e em que não há necessidade de desimpedir os movimentos.

## O uso da aljava por nativos das Américas
Os nativos do sul das Américas utilizavam aljavas confeccionadas com fibras vegetais principalmente para carregar setas de zarabatanas. Os do norte das Américas fabricavam-na de couro
Aljavas de couro eram usadas por índios norte-americanos para transportar arcos e flechas. Podia ser uma para o arco e outra para as flechas, ou a mesma aljava transportava ambos, mais kit para fazer fogo e outros objetos. Os couros preferidos eram de raposa, lontra, antílope, coiote, veado, urso e de outros animais